# موتور رستم بلوچ‌زهی
موتور رستم بلوچ زهی روستایی در دهستان بمپور شرقی بخش مرکزی شهرستان بمپور استان سیستان و بلوچستان ایران است.

## جمعیت
بر پایه سرشماری عمومی نفوس و مسکن در سال ۱۳۹۵ جمعیت این روستا ۱۱۳ نفر (۳۰خانوار) بوده‌است.